# Network Rail
Network Rail è la società pubblica che si occupa di gestire l’infrastruttura ferroviaria in Gran Bretagna. In pratica, possiede e mantiene binari, stazioni e segnalamenti, e concede alle varie compagnie ferroviarie il diritto di utilizzare la rete per far circolare i propri treni. Nel 2024, Network Rail sarà incorporata in un nuovo organismo chiamato Great British Railways, che accentuerà la supervisione pubblica sul sistema ferroviario.

## Storia
In origine, le ferrovie britanniche furono costruite da imprese private durante l’Ottocento. Dopo la Seconda Guerra Mondiale, nel 1947, vennero nazionalizzate e affidate a un’unica gestione pubblica, British Rail. Questo assetto rimase in vigore fino agli anni Novanta, quando il governo decise di privatizzare gran parte del settore. L’infrastruttura passò così a una nuova società privata, Railtrack, mentre i servizi di trasporto passeggeri e merci vennero assegnati a diverse imprese concorrenti.
Tra la fine degli anni Novanta e l’inizio dei Duemila, Railtrack si trovò in gravi difficoltà. Il principale problema emerse dopo l’incidente ferroviario di Hatfield, avvenuto il 17 ottobre 2000, che rivelò gravi carenze nella manutenzione della rete. Per ragioni di sicurezza, furono imposte severe limitazioni di velocità e vennero avviati interventi straordinari di riparazione, con costi altissimi (circa 580 milioni di sterline). Railtrack aveva inoltre esternalizzato tutte le attività di ingegneria e manutenzione, perdendo la capacità di controllare in modo diretto la situazione. La somma di questi fattori portò a un progressivo blocco del traffico ferroviario e a un enorme aumento dei costi, aggravato dal progetto di ammodernamento della linea principale della costa ovest, la West Coast Main Line.
Nel 2001 Railtrack annunciò una perdita di oltre 500 milioni di sterline e il governo decise di intervenire. Lo Stato rilevò la società e nel 2002 creò Network Rail, che prese in carico la gestione della rete ferroviaria con l’obiettivo di risanarla.
Grazie a consistenti finanziamenti pubblici, Network Rail riuscì negli anni successivi a migliorare lo stato dell’infrastruttura e a ridurre i ritardi dei treni. Nel 2004 il governo le affidò ufficialmente la responsabilità di controllare le condizioni della rete, elaborare gli orari dei treni e pianificare lo sviluppo futuro del sistema ferroviario.

## Responsabilità
Network Rail possiede le infrastrutture, ovvero i binari delle linee ferroviarie, i dispositivi di segnalazione, i tunnel, i viadotti e ponti, i passaggi a livello e la maggior parte delle stazioni ferroviarie, ma non i treni sia passeggeri che merci. L'acquisizione venne realizzata nel 2002 per una somma pari a 500 milioni di sterline.
Anche se proprietario di oltre 2.500 stazioni, esso gestisce soltanto 17 di queste avendo dato il gestione le altre a diverse compagnie ferroviarie operanti sulla sua rete.
- London Bridge
- London Cannon Street
- London Charing Cross
- London Euston
- London Fenchurch Street
- London Kings Cross
- London Liverpool Street
- London Paddington
- London St Pancras International[2]
- London Victoria
- London Waterloo
- Birmingham New Street
- Edinburgh Waverley
- Gatwick Airport
- Glasgow Central
- Leeds City
- Liverpool Lime Street
- Manchester Piccadilly

## Network Rail e National Rail
Network Rail non deve essere confuso con National Rail. Il National Rail è un marchio usato per promuovere la rete nazionale delle ferrovie britanniche.
Le due reti sono molto simili ma non esattamente coincidenti. Molte linee del Network Rail trasportano anche merci, alcune soltanto merci ed alcune linee passeggeri non fanno parte del National Rail (per esempio High Speed 1, Heathrow Express e Metropolitana di Londra). Di contro alcuni servizi National Rail operano su tracciati ferroviari non appartenenti al Network Rail (per esempio quando viaggiano sulla rete della Metropolitana di Londra).

## Manutenzione delle infrastrutture

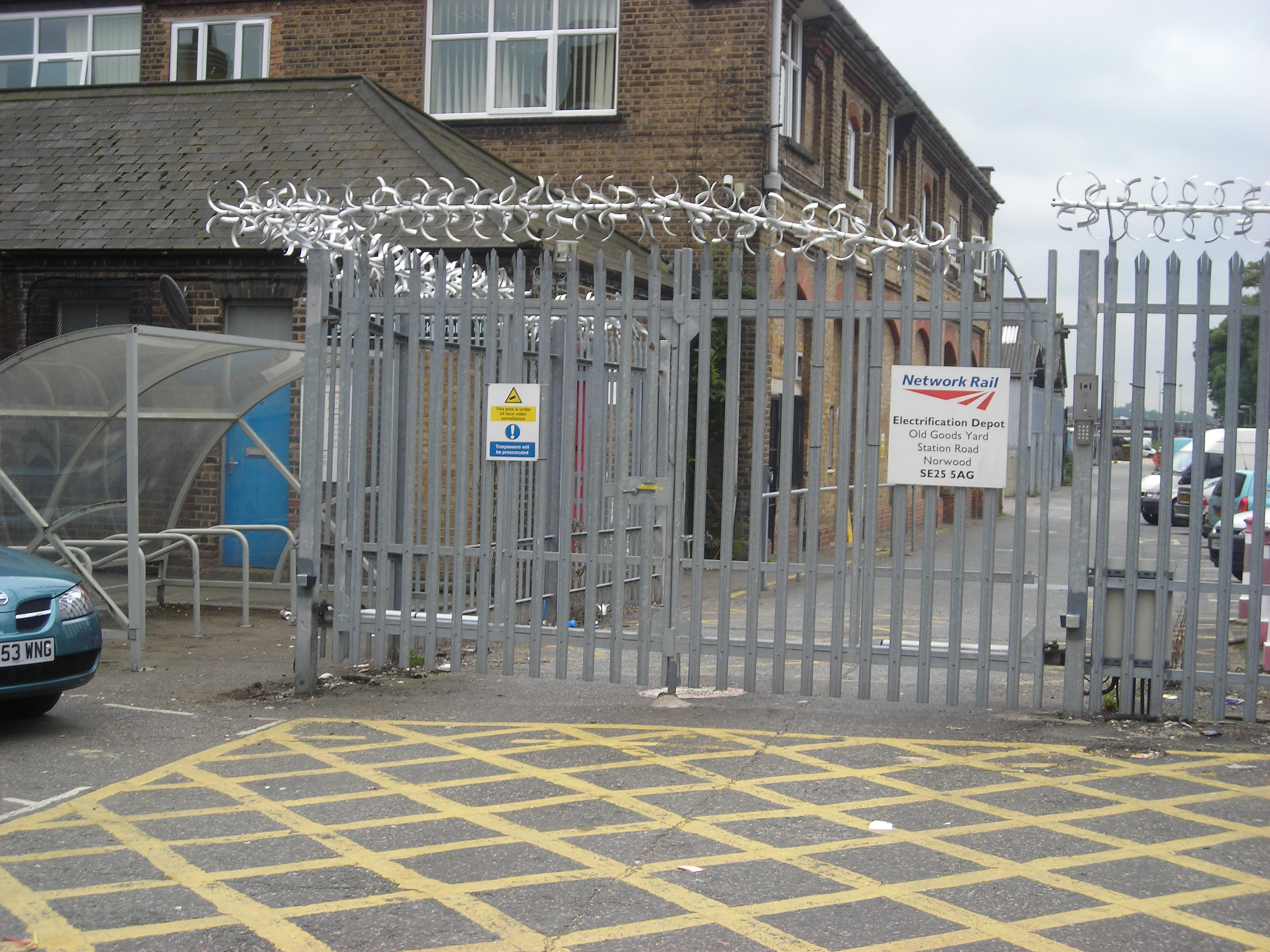
Un deposito a Norwood Junction station a Croydon

Nell'ottobre 2003 la Network Rail annunciò di voler dare in appalto a privati la manutenzione della rete, pur mantenendo la qualità a livelli di eccellenza, nell'intento di ridurre i costi.
Continua il rinnovamento delle linee a mezzo della sostituzione del materiale ferroviario con altro nuovo, realizzato da aziende esterne che hanno appaltato questi servizi. Fra queste:
- Sky Blue
- Balfour Beatty
- Laboursite
- BCL
- Atkins (Atkins Rail)